# Mendelejevskaja
Mendelejevskaja (Russisch: Менделеевская uitspraakⓘ) is een station aan de Serpoechovsko-Timirjazevskaja-lijn van de Moskouse metro. Het station is, net als het nabij gelegen Moskouse instituut voor chemische technologie, genoemd naar de grondlegger van het periodiek systeem, de Russische scheikundige Dmitri Mendelejev en heeft scheikunde als thema.

## Geschiedenis
Het station werd geopend op 31 december 1988 toen lijn 9 in noordelijke richting werd verlengd tot Savjolovskaja. Op ruim 45 meter diepte is er sprake van een kolommenstation waarvan de wanden en kolommen zijn bekleed met Koelga marmer. De middenhal heeft een straal van 4.75 meter, de buizen rond de sporen en perrons 4,25 meter. De afstand van perronrand tot perronrand is 16,28 meter. De vloer en perrons bestaan uit zwart graniet. Op de tunnelwanden zijn gestileerde afbeeldingen aangebracht van moleculen volgens de dichtheidsfunctionaaltheorie uit de kwantumchemie die tijdens de bouw van het station ingang vond. Deze afbeeldingen werden aangebracht op aangeven van medewerkers van het instituut voor chemische technologie die bij de inrichting van het station betrokken waren. De scheikundige invloed is ook te zien aan de verlichting waarbij de tl-buizen in armaturen in de vorm van molecuulmodellen zijn opgehangen. Vanuit het midden van de middenhal kunnen de reizigers via een loopbrug en roltrappen het 8 meter hoger gelegen Novoslobodskaja aan de Koltsevaja-lijn bereiken. De zuidkant van de middenhal is afgesloten met een eindwand die is opgesierd met het portret van Mendelejev te midden van de afkortingen van de verschillende chemische elementen. 

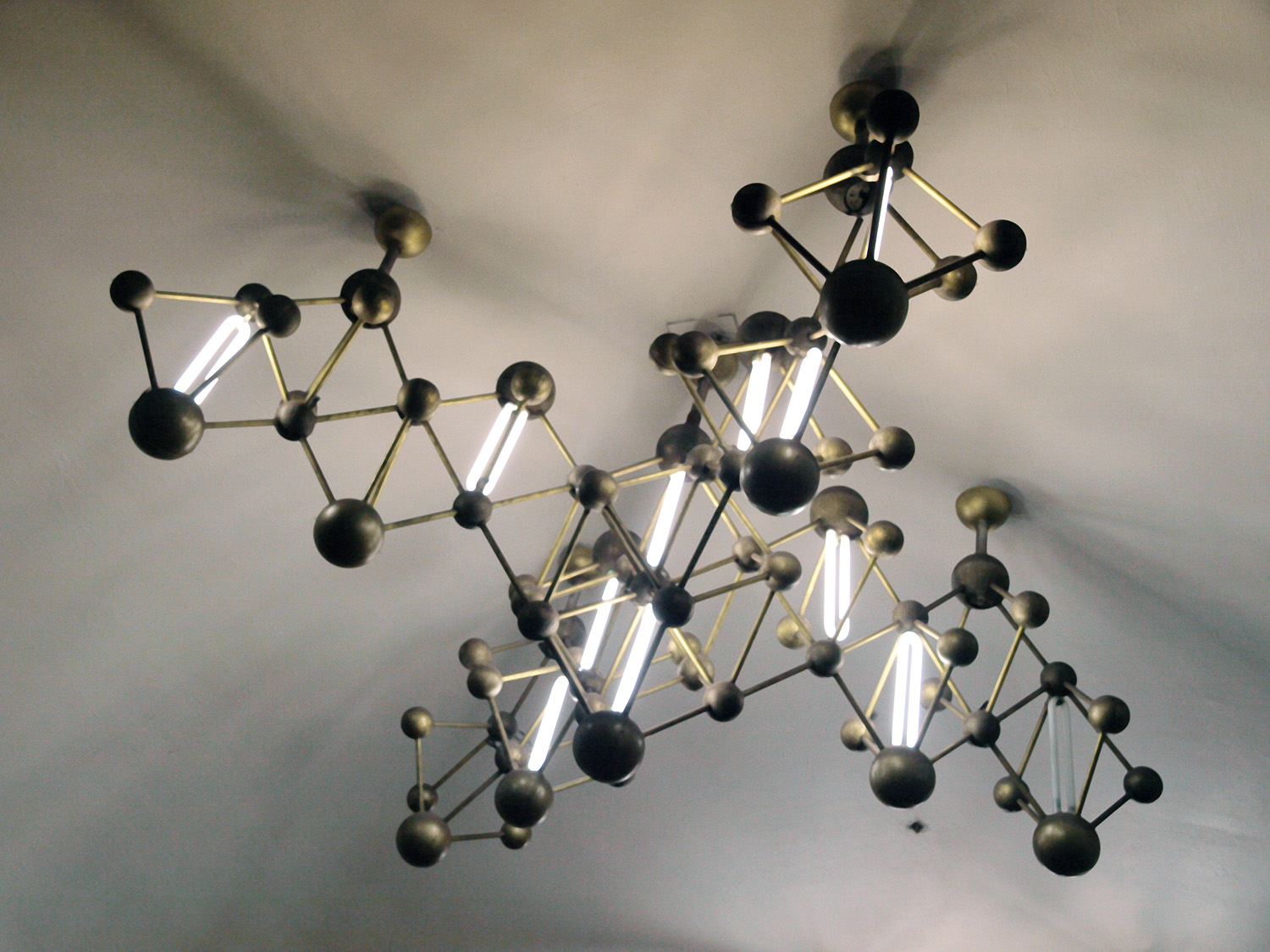
De verlichting aan het plafond
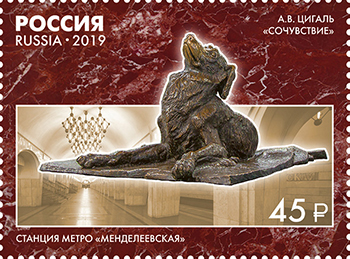
Het monument voor Maltsjiek

Aan de noordkant verbinden roltrappen het kolommenstation met de ondergrondse verdeelhal. Deze is verbonden met een voetgangerstunnel met toegangen aan weerszijden van de Novoslobodskajastraat. In deze voetgangerstunnel staat sinds 17 februari 2007 een monument voor zwerfhonden met de naam Sympathie. Het bronzenbeeld van een bastaardhond op een lage sokkel werd gemaakt door Alexander Tsigal op initiatief van Russische folkartiesten. De aanleiding was de dood van zwerfhond “Maltsjiek” (kleine jongen) die lange tijd in het station verbleef en geliefd was bij de reizigers en personeel. “Maltsjiek” werd in 2001 doodgestoken door een buurtbewoonster bij een confrontatie met haar rashond.

## Reizigersverkeer
In 2002 werden 31.200 instappers en 41.400 uitstappers per dag geteld, in 2017 telde men 24.300 reizigers per dag.  Reizigers in noordelijke richting kunnen dagelijks vanaf 5:58 uur de metro nemen. In zuidelijke richting kan dit op werkdagen al om 5:40 uur. In het weekeinde kan op even dagen om 5:44 uur naar het zuiden vertrokken worden, op oneven dagen nog een minuut eerder.